# 汉斯·阿道夫·克雷布斯
汉斯·阿道夫·克雷布斯（德語：Hans Adolf Krebs，1900年8月25日—1981年11月22日），医生、生物化学家，原籍德国，后移民英国。克雷布斯在代谢方面有两个重大发现：尿素循环和三羧酸循环。三羧酸循环又称克雷布斯循环（Krebs cycle）、克氏循环、柠檬酸循环，是三大营养素（糖类、脂类、氨基酸）的最终代谢通路，因此是三者代谢的枢纽。他与弗里茨·阿尔贝特·李普曼一同获得1953年的诺贝尔生理学或医学奖。與 Hans Kornberg 一起，他還發現了乙醛酸循環，這是在植物、細菌、原生生物和真菌中發現的檸檬酸循環的輕微變化。

## 生平
克雷布斯生於下薩克森希爾德斯海姆的猶太家庭，父親是一名耳鼻喉科的醫生，1918年至1923間於哥廷根和弗萊堡學習醫學，1925年獲漢堡大學哲學博士學位，後又赴柏林大學學習化學一年，並成為奧托·海因里希·瓦爾堡的助手從事研究工作至1930年。
由於其猶太人身份，克雷布斯於1933年前往英國，在劍橋大學隨弗雷德里克·霍普金斯工作，1945年成為雪菲爾大學教授，1954年轉往牛津大學擔任生物化學教授並於當地退休。
1958年受封為騎士，1979年獲劍橋大學榮譽博士學位。1981年逝世於牛津。